# Phantom Corsair
O Phantom Corsair é um protótipo de automóvel construído em 1938. É um sedan de duas portas, com capacidade para seis passageiros projetado por Rust Heinz, da família H. J. Heinz, e Maurice Schwartz, da fabricante de veículos Bohman & Schwartz, de Pasadena, Califórnia. Embora algumas vezes seja considerado um fracasso porque nunca entrou em produção, o Corsair é considerado à frente de seu tempo por causa de suas características futuristas, e notas estilísticas como para-lama carenado e perfil baixo.

## Design
O corpo de aço e alumínio do Phantom Corsair mede apenas 144,8 cm (57,0 in) de altura e incorpora rodas totalmente contornadas, e para-lama completamente nivelados, ao mesmo tempo em que não possui estribos. O carro também não tinha maçanetas, pois as portas eram abertas eletricamente usando os botões localizados na parte externa e no painel de instrumentos. O painel de instrumentos também apresentava uma bússola e um altímetro, enquanto um console separado acima do para-brisa indicava quando a porta estava entreaberta ou se as luzes do carro ou o rádio estavam ligados. O corpo do Corsair foi acoplado ao "chassi mais avançado disponível nos Estados Unidos" na época, o Cord 810. O chassi Cord com motor Lycoming 80° V8 também contava com tração dianteira e transmissão pré-seletora de quatro velocidades operada eletricamente, bem como suspensão totalmente independente e amortecedores ajustáveis. Embora esses recursos do chassi Cord 810 tenham sido mantidos no Phantom Corsair, o chassi foi modificado para acomodar o corpo grande do Corsair. O corpo mede impressionantes 602 cm (237 in) de comprimento e 194,3 cm (76,5 in) de largura, o suficiente para acomodar quatro pessoas na fileira da frente, incluindo uma pessoa à esquerda do motorista. Os assentos traseiros podiam ser ocupados por apenas dois passageiros, no entanto, em grande parte devido às limitações de espaço causadas pelos armários de bebidas a bordo. Apesar de pesar robustos 2 070 kg (4 560 lb), o Phantom Corsair consegue atingir velocidades de até 115 mph (185 km/h) por causa de seu motor Lycoming modificado, naturalmente aspirado de 125 bhp, bem como seu formato aerodinâmico.

## Produção
Rust Heinz planejava colocar o Phantom Corsair, que custou aproximadamente US$ 24 000 para produzir em 1938 (equivalente a cerca de US$ 370,000 em 2010), em produção limitada a um preço estimado de venda de US$ 12 500. No entanto, a morte de Heinz em um acidente de carro em julho de 1939 acabou com esses planos, deixando o protótipo Corsair como o único já construído.
O Phantom Corsair agora reside no National Automobile Museum (também conhecido como The Harrah Collection) em Reno, Nevada.

## Aparições na mídia
- O automóvel se destacou como o "Flying Wombat" no filme de David O. Selznick The Young in Heart (1938), estrelando Janet Gaynor, Douglas Fairbanks Jr., Paulette Goddard, e Billie Burke.[5][7][4]
- O Corsair foi destacado em um segmento da série de filmes Popular Science em 1938.[4]
- O carro é um dos veículos raros que são desbloqueáveis durante o modo livre no jogo eletrônico de 2002 Mafia: The City of Lost Heaven.[carece de fontes?]
- O Corsair é um dos 15 veículos raros dirigíveis no jogo eletrônico de 2011 L.A. Noire.[9]

## Image gallery

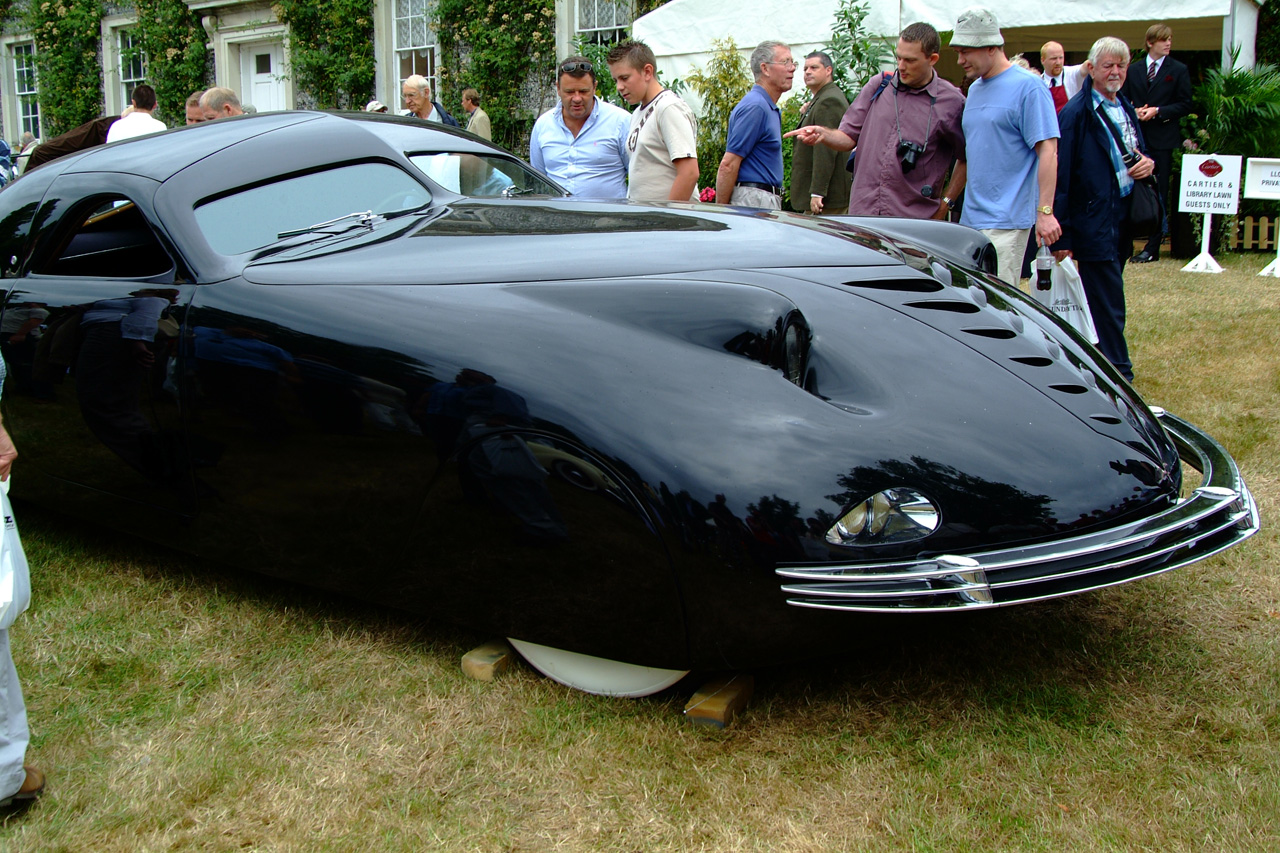
Vista lateral, no Goodwood Festival of Speed de 2006
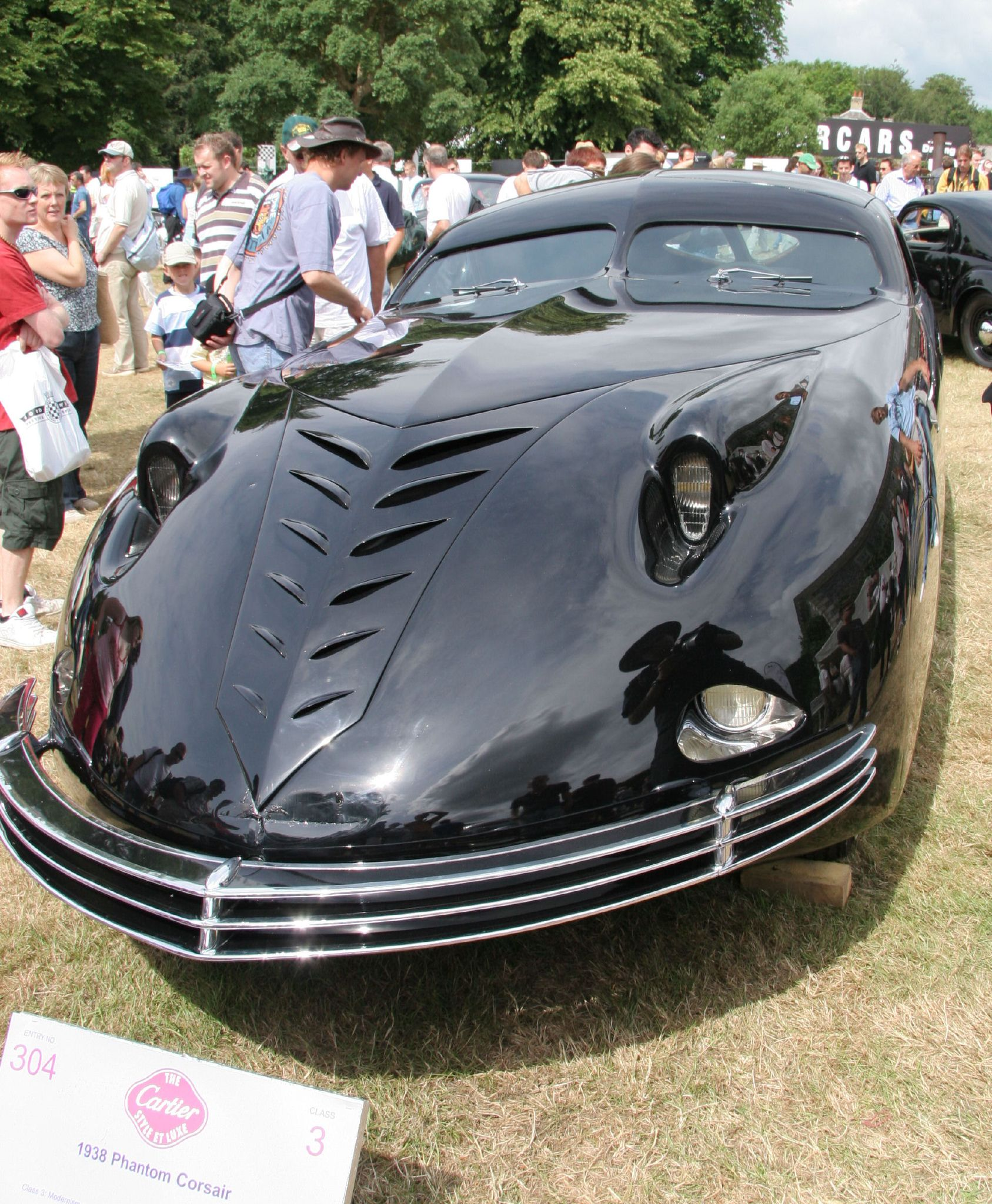
Vista frontal, no Goodwood Festival of Speed de 2006
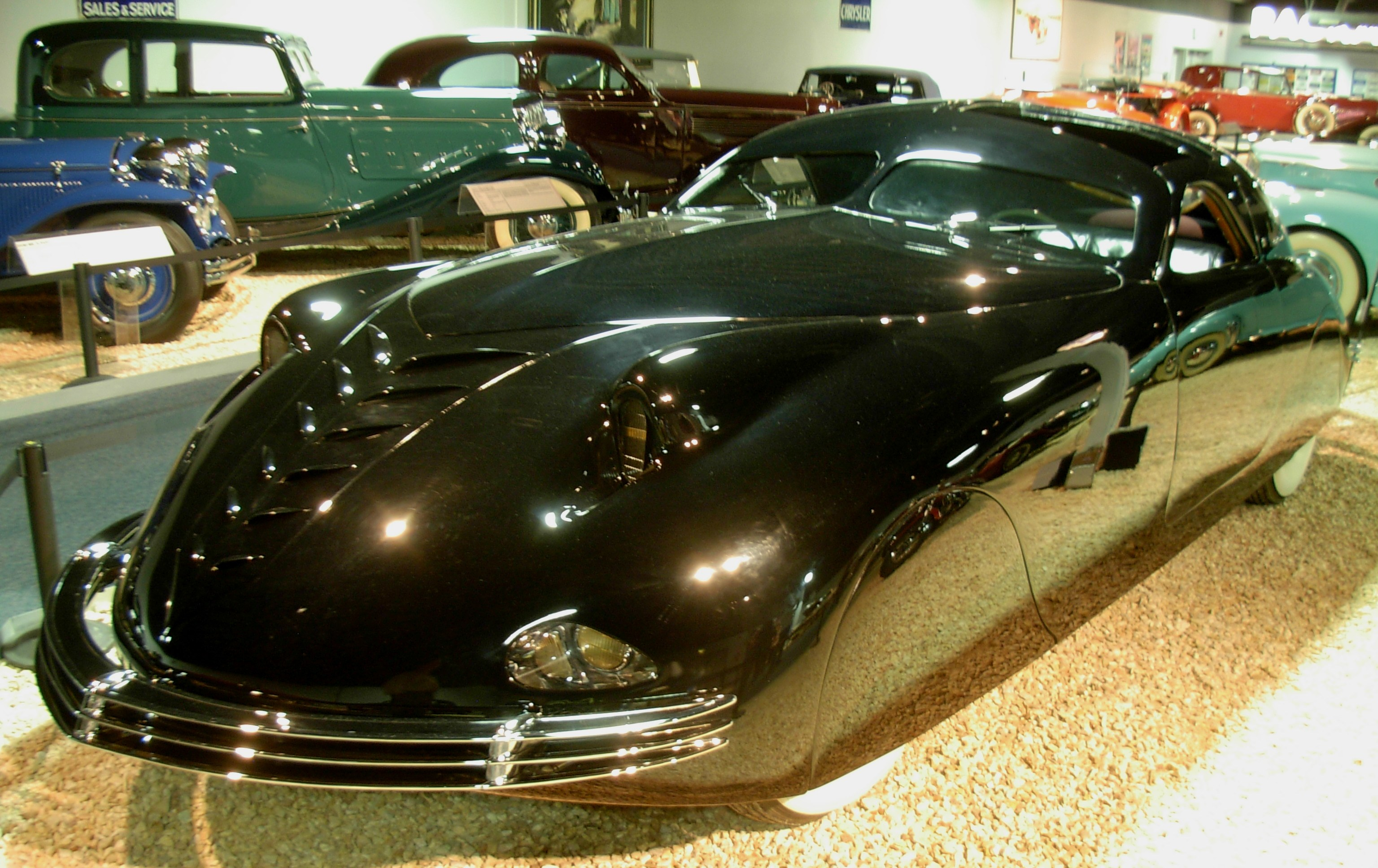
Vista lateral, em exposição no museu
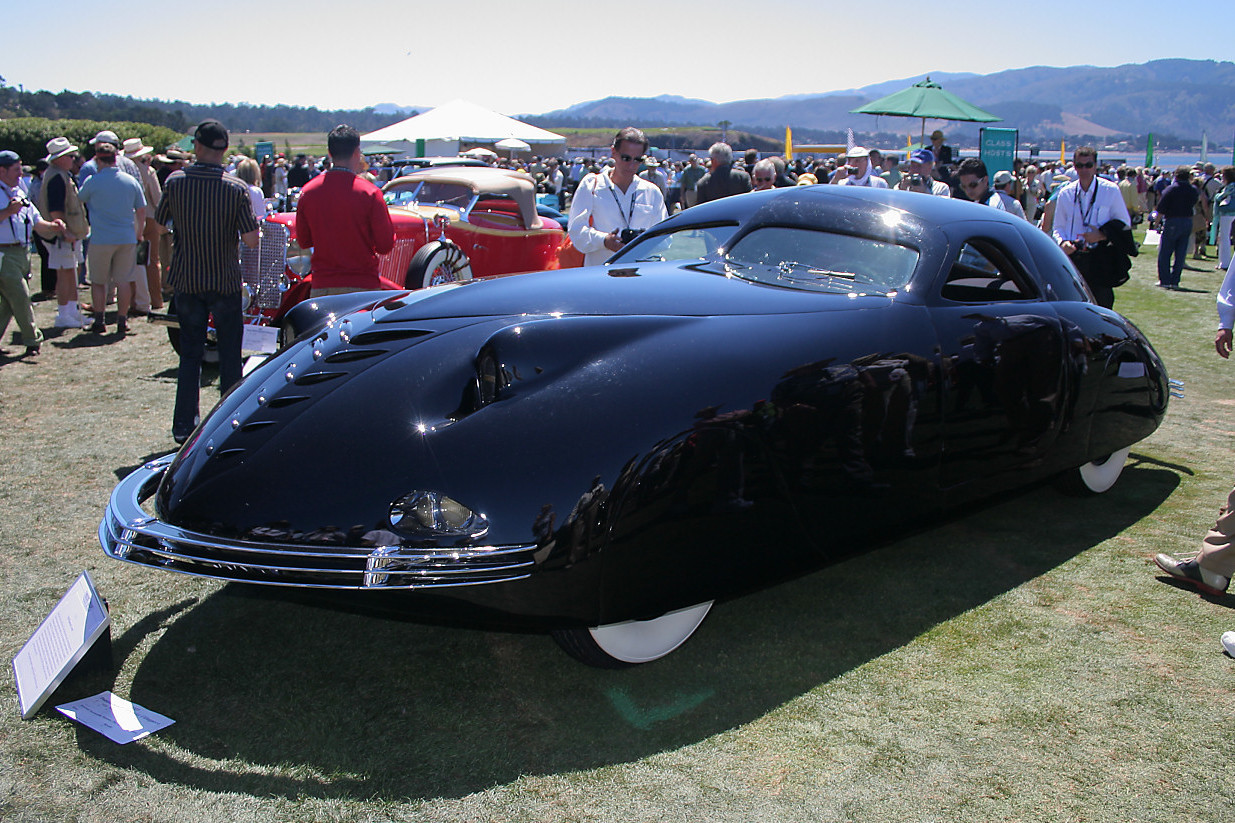
Vista lateral, no Pebble Beach Concours d'Elegance de 2007
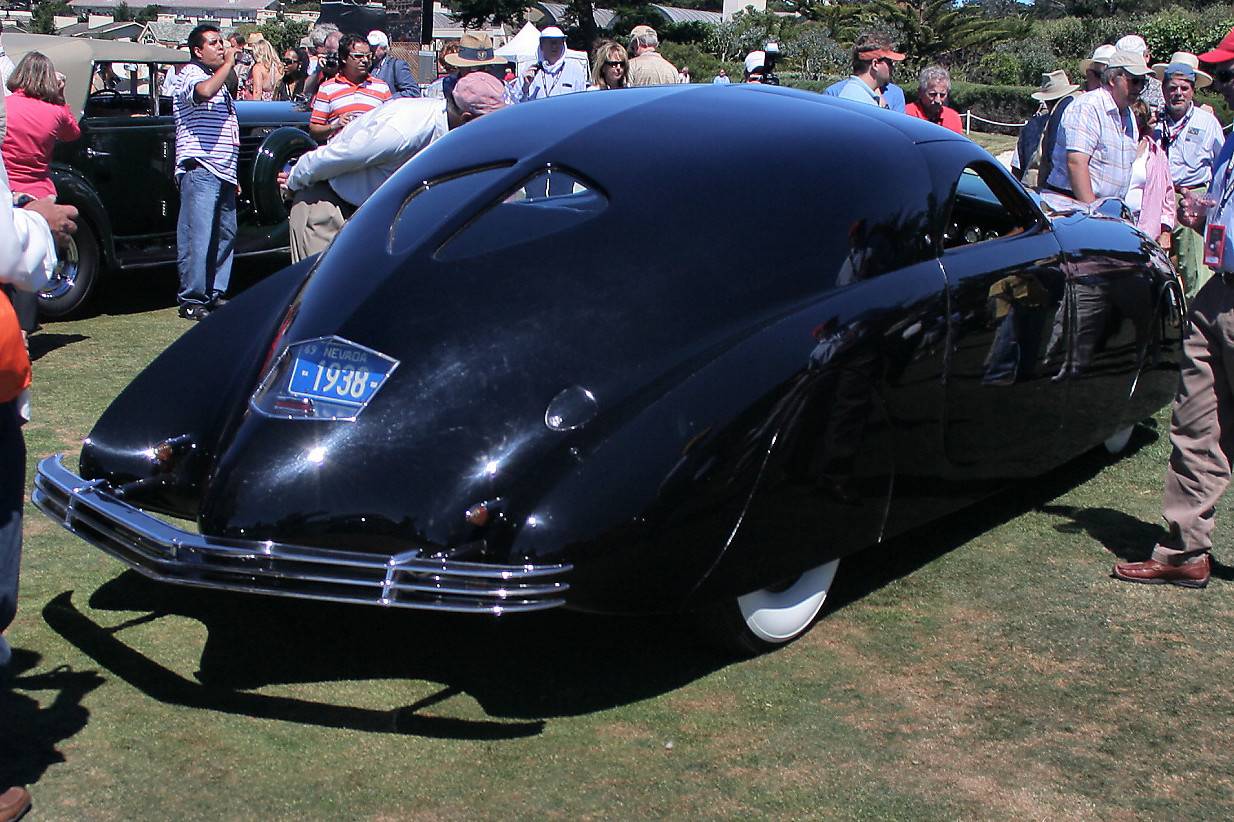
Vista traseira, no Pebble Beach Concours d'Elegance de 2007